# 帕里納霍塔湖 (馬庫薩尼區)
14°3′16″S 70°21′48″W / 14.05444°S 70.36333°W
帕里納霍塔湖（Parinaquta），是秘魯的湖泊，位於該國東南部普諾大區，由卡拉瓦亞省的馬庫薩尼區負責管轄，處於安地斯山脈地區，北面有賽塔霍塔湖。